# 花卉馆 (俄亥俄州鲍灵格林)
花卉馆，也称为针馆，是位于美国鮑靈格林的一座建筑物。它于1982年被列为国家史迹名录。